# Договір у Крепі

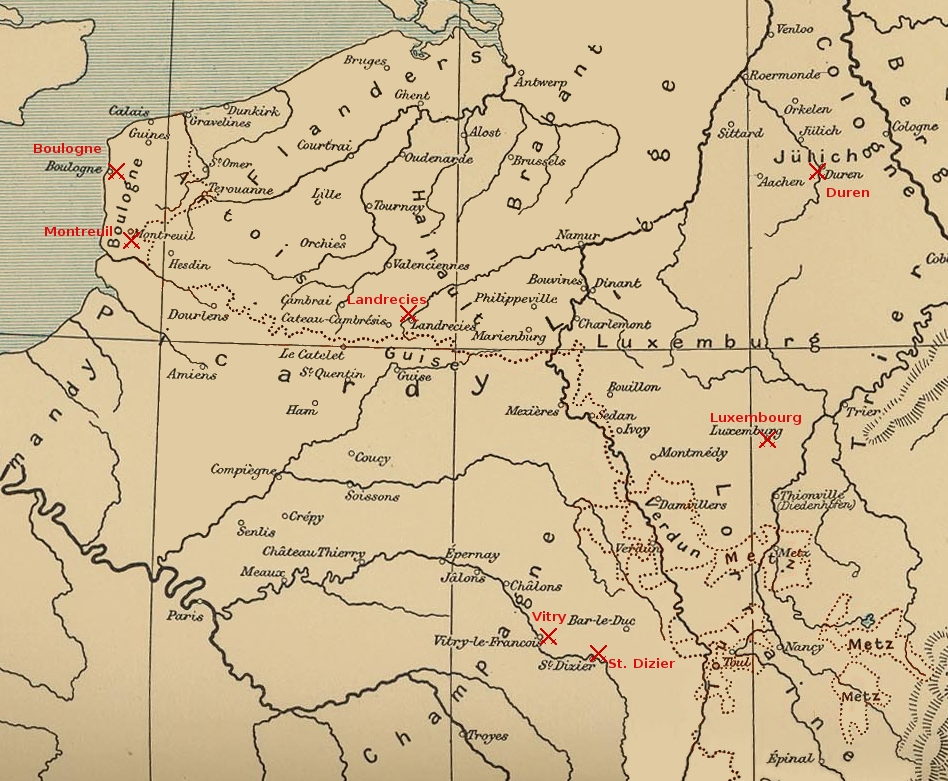
Військові дії на півночі Франції перед перемир'ям

Мир у Крепі — мирний договір, укладений 18 вересня 1544 року в Крепі (Пікардія) між імператором Священної Римської імперії Карлом V Габсбургом та французьким королем Франциском I. Відновив статус-кво після чотирьох безрезультатних італійських воєн між Францією і Габсбургами.

## Умови договору
За умовами миру Франциск I відмовився від своїх завоювань в Італії, зокрема від Міланського герцогства та Неаполітанського королівства, що належало Іспанії, а також території Фландрії та Артуа.
Карл V, в свою чергу, відмовився від домагань на Бургундію. Крім цього, Франциск обіцяв Карлу військову допомогу в боротьбі проти Османської імперії. У таємному протоколі до договору король Франції був готовий також надати Карлу близько 10 000 солдатів і 600 вершників на боротьбу з протестантами. Один із синів Франциска повинен був одружитися з габсбурзькою принцесою та отримати в спадок Міланське герцогство або Іспанські Нідерланди.
Загалом обидва монархи припиняли бойові дії, відновивши статус-кво Ніццького перемир'я, прийнятого 1538 року. Обидві сторони-підписанти також домовились надавати одна одній взаємодопомогу у війні проти османів.

## Наслідки
Укладення договору дозволило Карлу V сконцентрувати сили в боротьбі проти Шмалькальденского союзу та Османської імперії. Його союзник — король Англії Генріх VIII продовжував воювати проти Франції до підписання Ардресського договору в 1546 році.
Смерть Карлоса де Ангулем у вересні 1545, унеможлививши шлюбний союз обох монархій, залишила договір незакінченим.
Конфлікти на італійському півострові між обома державами-підписантами тут не закінчуватимуться. У 1551 син і наступник Франциско, Генріх II з Франції, знову оголосив війну Карлосу I, розпочавши чергову Італійську війну 1551—1559.